# Resolutie 2079 Veiligheidsraad Verenigde Naties
Resolutie 2079 van de Veiligheidsraad van de Verenigde Naties werd op 12 december 2012 unaniem aangenomen door de VN-Veiligheidsraad die er de sancties tegen Liberia en het panel van deskundigen dat toezag op de naleving ervan een jaar mee verlengde.

## Achtergrond
Na de hoogdagen onder het decennialange bestuur van William Tubman, die in 1971 overleed, greep Samuel Doe de macht. Zijn dictatoriale regime ontwrichtte de economie en er ontstonden rebellengroepen tegen zijn bewind, waaronder die van de latere president Charles Taylor. In 1989 leidde de situatie tot een burgeroorlog waarin de president vermoord werd. De oorlog bleef nog doorgaan tot 1996. Bij de verkiezingen in 1997 werd Charles Taylor verkozen en in 1999 ontstond opnieuw een burgeroorlog toen hem vijandige rebellengroepen delen van het land overnamen. Pas in 2003 kwam er een staakt-het-vuren en werden VN-troepen gestuurd. Taylor ging in ballingschap en de regering van zijn opvolger werd al snel vervangen door een overgangsregering. In 2005 volgden opnieuw verkiezingen en werd Ellen Johnson Sirleaf de nieuwe president.

## Inhoud

### Waarnemingen
De heropbouw van Liberia na 2006 bleef doorgaan. Het land moest wel zijn bosbeheerwet uit 2006 uitvoeren en afdwingen. Ook moest het het Kimberley-Proces implementeren en diamantensmokkel tegengaan. Verder moest ook de overheidscontrole op de goudsector vergroot worden.

### Handelingen
De financiële sancties die middels resolutie 1532 in 2004 waren opgelegd bleven van kracht. Men vond bovendien dat Liberia bleef tekortschieten in de uitvoering ervan. De in 2003 met resolutie 1521 opgelegde reisbeperkingen en wapenembargo werden met twaalf maanden uitgebreid. Het panel van deskundigen dat toezag op de naleving en effectiviteit van en de nood aan deze maatregelen werd eveneens met een jaar verlengd. De Liberiaanse autoriteiten en die van de buurlanden werden herinnert aan hun verantwoordelijkheid bij het onder controle krijgen van de wapenhandel in de regio. Ten slotte moesten de VN-vredesmacht in Liberia en de vredesmacht in buurland Ivoorkust blijven samenwerken in de grensstreek tussen beide landen.

## Verwante resoluties
- Resolutie 2045 Veiligheidsraad Verenigde Naties
- Resolutie 2066 Veiligheidsraad Verenigde Naties
- Resolutie 2116 Veiligheidsraad Verenigde Naties (2013)
- Resolutie 2128 Veiligheidsraad Verenigde Naties (2013)

Lijst ·  2033 ·  2034 ·  2035 ·  2036 ·  2037 ·  2038 ·  2039 ·  2040 ·  2041 ·  2042 ·  2043 ·  2044 ·  2045 ·  2046 ·  2047 ·  2048 ·  2049 ·  2050 ·  2051 ·  2052 ·  2053 ·  2054 ·  2055 ·  2056 ·  2057 ·  2058 ·  2059 ·  2060 ·  2061 ·  2062 ·  2063 ·  2064 ·  2065 ·  2066 ·  2067 ·  2068 ·  2069 ·  2070 ·  2071 ·  2072 ·  2073 ·  2074 ·  2075 ·  2076 ·  2077 ·  2078 ·  2079 ·  2080 ·  2081 ·  2082 ·  2083 ·  2084 ·  2085